# Iwierzyce (gmina)
Iwierzyce [ivjɛˈʐɨt͡sɛ] est une commune rurale de la Voïvodie des Basses-Carpates et du powiat de Ropczyce-Sędziszów. Elle s'étend sur 65,6 km2 et comptait 7 331 habitants en 2010.
Elle se situe à environ 12 kilomètres au sud-est de Ropczyce et à 18 kilomètres à l'ouest de Rzeszów, la capitale régionale.